# Pisces-II-Zwerggalaxie
Die Pisces-II-Zwerggalaxie (kurz auch Pisces II) ist eine linsenförmige Zwerggalaxie im Sternbild der Fische und wurde im Jahr 2010 in der Durchmusterung des Sloan Digital Sky Survey entdeckt.

## Eigenschaften

### Größen
Die Galaxie befindet sich in einer Entfernung von etwa 180 kpc von unserem Sonnensystem.
Als spheroidale Zwerggalaxie besitzt sie eine annähernd runde Form mit einem Achsenverhältnis von 5:3 und einen Halblichtradius von lediglich 60 pc.

### Leuchtkraft
Pisces II gehört zu den kleinsten und lichtschwächsten Satellitengalaxien unser Milchstraße. Die integrale Leuchtkraft entspricht mit der absoluten Helligkeit von MV = -5m etwa dem 10.000-Fachen der Sonne. Dies entspricht in etwa der Leuchtkraft eines durchschnittlichen Kugelsternhaufens.

### Metallizität
Die Sternpopulation von Pisces II beinhaltet hauptsächlich ältere Sterne, die vor etwa 10–12 Milliarden Jahren entstanden sind. Die Metallizität dieser alten Sterne ist entsprechend gering mit [Fe/H] = −2,3, was gleichbedeutend ist, dass Pisces II in etwa 80-mal weniger an schweren Elementen besitzt als unsere Sonne.